# هنريك (أسقف فنلندا)
الأسقف هنريك (بالفنلندية Piispa Henrik، أوpyhä Henrik، وبالسويدية Bioskop Henrik، أوSankt Henrik، وفي اللغة اللاتينية Henricus، وتوفي حوالي 20 يناير 1150، حسب السرك)  ساستاملا أحد رجال الدين الإنجليز في القرون الوسطى-رجل دين مسيحي سويدي قروسطي. وجاء إلى السويد مع الكاردينال نيكولاس بريكسبير في عام 1153، وعلى الأرجح تم تكليفه بمنصب مطران في أوبسالا، ولكن لم يتم إنشاء إقليم الكنيسة المستقلة عن السويد إلا في عام 1164، بعد انتهاء الحرب الأهلية، وسيتم إرسال هنري؛ لييقوم بتدبير شئون الكنيسة في فنلندا؛ حيث يتواجد المسيحيون لأكثر من قرنين. وتزعم الأساطير دخوله فنلندا مع الملك القديس إريك التاسع السويدي، ومات شهيدًا، وأصبح الشخصية الرئيسة في الكنيسة الكاثوليكية الرومانية المحلية، ومع ذلك، يتَجَادَلَ الناس كثيرًا عن صحة روايات حياته، وولايته، وموته.
وبالإضافة إلى قاتله المزعوم لالي، ظل هنري أحد أكثر الناس المعترف بها، منذ وقت مبكر من تاريخ فنلندا. ولا يزال يحتفل بعيده في الكنيسة الرومانية الكاثوليكية في فنلندا، كما يحتفل به في العديد من التقاويم الطقوسية (الأعياد المسيحية) البروتستانتية.

## الأسطورة الرسمية

### السيرة التقديسية،ومعجزاتالشفاء
أسطورة حياة الأسقف هنري، أو السيرة التقديسية، ، وتمت كتابتها في نهاية القرن الثالث عشر. وتحتوي على مقدار ضئيل من المعلومات الملموسة عن هنري. ويقال أنه أسقف وُلد في إنجلترا في أوبسالا في عهد الملك القديس إريك السويدي في منتصف القرن الثاني عشر، الذي حكم المملكة في سلام، مع ملك يؤمن بالتعايش المقدس مع الله. ولمواجهة التهديد المتوقع من الفنلنديين غير المسيحيين، اَضْطَرُّ إريك، وهنري لمحاربتهم. وبعد غزو فنلندا، قاموا بتعميد الشعب، وبناء العديد من الكنائس، فعاد الملك المنتصر إلى السويد، بينما ظل هنري (هنريكوس) مع الفنلنديين، وكان أكثر استعدادًا لحياة الواعظ من حياة الأسقف المخضرم.
وعندما نتبع مقدمات الأسطورة، نصل إلى استنتاج، فعندما حاول هنري تطبيق العقاب الكنسي للقاتل، غضب المتهم، وقتل الأسقف، الذي بدوره يعتبر شهيدًا.

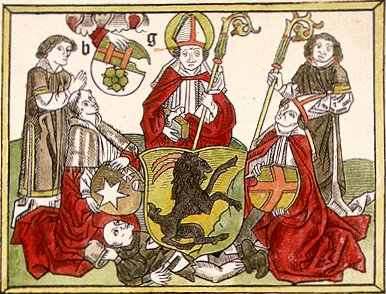
الأسقف هنريك محاطًا بخلفائه، وقاتله لالي، كما هو مبين في ميسالي أبوينسي.

وتؤكد الأسطورة بقوة بكون هنري أسقف أوبسالا، ولم يكن أسقف فنلندا،  التي أصبحت في وقت لاحق مطلب تقليدي، وتنادي به أيضًا الكنيسة بنفسها. ومكث في فنلندا بدافع الشفقة، ولكن لم يتم تعيينه- أبدًا- أسقفًا هناك. ولا تذكر الأسطورة إذا كان هناك أساقفة في فنلندا من قبله، أو ماذا حدث بعد مماته، بل لا تذكر، حتى مواراته الثرى في فنلندا. وسيرته التقديسية باطلة، لعدم توافر أية معلومات محددة حول فنلندا، التي يمكن أن تظهر في أي مكان. واللغة اللاتينية مُتَعَلِّقٌة بِالدِّرَاسَة، والنحو بشكل عام جيد بِصُورَةٍ اسْتِثْنائِيَّة.
وتتبع السيرة التقديسية للأسقف هنري معجزات الشفاء للمحليين، وتمتد قائمة من أحد عشر معجزة، يقال أن العديد من الناس شهدها في وقت ما بعد وفاة الأسقف. ونستثنى كاهنًا في سكارا، الذي عانى من آلام بالمعدة، عقب سخريته من الأسقف هنري، فإن جميع المعجزات حدثت في أرض الواقع في فنلندا. وتتجسد المعجزات الأخرى للأسقف، التي عادة تحدث عقب الصلاة إلى نيافته، فيما يأتي:
1. يخسر القاتل فروة رأسه، عندما يرتدي قبعة الأسقف على رأسه.
2. تم العثور على إصبع الأسقف في الربيع المقبل.
3. إقامة صبي من الموت في كايسالا. (بالإنجليزية: Kaisala)‏
4. إقامة فتاة من الموت في فيمو.(بالإنجليزية: Vehmaa)‏
5. شفاء امرأة مريضة في ساستاملا[د]
6. تم شفاء الفرنسيسكان، (الرهبنة الفرنسيسكانية)[ه] الذي يدعى إيرلاند (Erlend) من الالام الصداع.
7. سيدة عمياء تسترد بصرها في كارينان(بالإنجليزية: Karinainen)‏ [و]
8. قدرة رجل بساق مشلولة على السير مرة أخرى في كارينان (شفاء رجل كسيح).
9. شفاء فتاة مريضة.
10. نجاة مجموعة من الصيادين من عاصفة في كومو.(بالإنجليزية: Kokemäki)‏

وتشتمل معظم إصدارات أسطورة هنري فقط على مجموعة مختارة من هذه المعجزات.

### تطوير الأُسْطُورَة

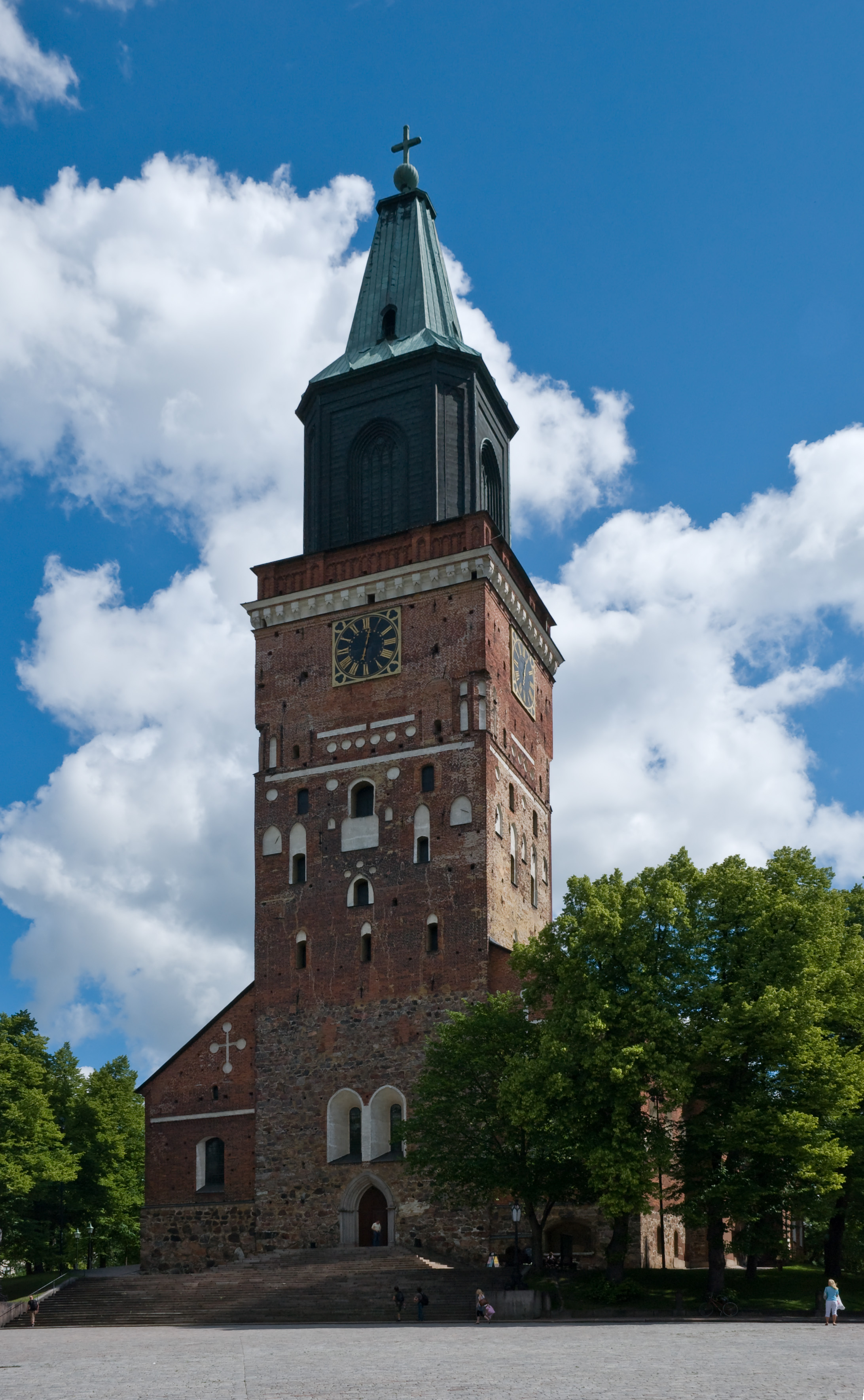
كاتدرائية توركو، مقر الجماعة الدينية التابعة لهنري.

يعد كل من هنري، وحملته في فنلندا أيضًا جزء من أسطورة الملك إريك. ومع ذلك، فإن أقدم نسخة من أسطورة الملك إريك، التي ظلت على قيد الحياة، جاءت حوالي عام 1270، ولكن ليس هناك أية معلومات عن هنري، أو حملته. والتذييل في وقت مبكر من القرن الثالث عشر من Västgötalagen، أوالقانون القوط الشرقيين، التي تعد وصفًا موجزًا للأفعال، التي لا يتم نسيانها للملك إريك، بدون أية إشارة إلى هنري، أوحملته. وقد تم ذكر كل من هنري، وحملته على حد سواء بالكامل في نسخة اسطورة الملك إريك، التي يرجع تاريخها إلى عام 1344. ويشير التشابه في المحتوى الواقعي، والعبارات، التي تتعلق بالأحداث المشتركة إلى أن أحد الأساطير تمثل نموذجًا للأخرى. وتم كتابة أسطورة هنري خلال الثمانينيات، أوالتسعينيات من القرن الثالث على أبعد تقدير، لتكريس كاتدرائية توركو باعتبارها الكاتدرائية الرئيسية في فنلندا في عام 1300، مقر أسقف توركو، عندما تم نقل رفاته المزعومة هناك من نورسينيان(بالإنجليزية: Nousiainen)‏، أبْرَشِيّة قريبة من توركو. ومع ذلك، وحتى وقت متأخر من السبعينيات من القرن الخامس عشر (1470s)، تم تجاهل أسطورة حملته في Chronica regni Gothorum، وهو أقدم الأعمال التاريخية الفعلية المعروفة في النثر عن وقائع سير التاريخ السويدي، الذي كتبها إيريكس أولاي(بالإنجليزية: Ericus Olai)‏، كاهن كاتدرائية أوبسالا.

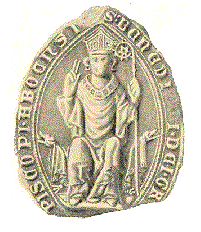
هنري في الصورة في ختم مطران توركو بنديكتوس في 1332.

والجدير بالذكر في تطوير تلك الأسطورة هو أن أول أسقف منتخب بشكل قانوني لتوركو هو جوهان (1286-1289) (بالإنجليزية:  ((Johan_(Archbishop_of_Uppsala))‏ من أصل بولندي، الذي تم انتخابه رئيس أساقفة أوبسالا في عام 1289، بعد ثلاث سنوات من تعيينه في منصبه في توركو، بينما تم انتخاب الأساقفة السويديين في فنلندا،  الذين سبقوه، ألا وهم بيرو، وراجفالد، وقيطل (BERO,Ragvald,and Kettil)، ويعزى اختيارهم- على ما يبدو- إلي ملك السويد. وترتبط أيضًا بالوضع الجديد، خاصة بعد تعيين شقيق الملك دوق فنلندا في عام 1284، الذي يعتبر تحديًا للمنصب الأسبق للأسقف باعتباره السلطة الوحيدة في جميع القضايا المحلية. وأعقب جوهان في أسقفية توركو المطران ماغنوس (1291-1308)، الذي ولد في فنلندا.

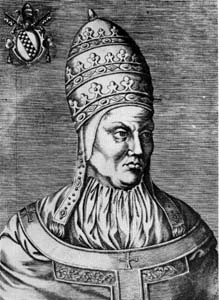
البابا بونيفاس التاسعلم

 يتم الإفصاح عن اسم الأسقف هنري في المصادر التاريخية إلا في عام 1298، عندما أتَى على ذِكرِ نيافته مع الملك إريك في وثيقة من المجمع الكنسي مقاطعة أوبسالا في تيلج، Telge. كان أول إفصاح عنه في أوبسالا بكونه شفيع كاتدرائية توركو في 14 أغسطس 1320، وكذلك كما ورد بصفته الشفيع الثاني للكاتدرائية بعد القديسة مريم العذراء،  وحاز في وقت لاحق على لقب قداسة البابا بونيفاس التاسع شفيعًا، وراعيًا لكاتدرائية توركو مع القديسة مريم العذراء، في الواقع منذ عام 1391، كما دعا البابا بونيفاس بالقديس. وفي سنة 1291، لم تأتٍ الوثيقة المطولة من إجْتِماع الكاتدرائية بالإشارة إلى هنري، على الرغم من أنه صرح بذكر الكاتدرائية، وانتخاب الأسقف الجديد عدة مرات. ولكن جاءت الرسالة البابوية للبابا نيكولا الرابع منذ عام 1292 بإعلان القديسة مريم العذراء الشفيعة الوحيدة في توركو. وكان أول إفصاح عن تلك الأسطورة في حد ذاتها في رسالة كتبها رئيس أساقفة أوبسالا في عام 1298. وتم ذكر كل من إريك، وهنري معًا، لإنهم الشهداء، الذين نطلب صلاتهم؛ من أجل الوضع في كاريليا،  وبالتالي ربط حملتهم الصليبية المزعومة في فنلندا مع الحملات الجديدة ضد فيليكي نوفغورود. ولقد بدأت الحرب بين نوفغورود، والسويدمن أجل السيطرة على كاريليا في عام 1293. وكان أول ظهور للأسقف هنري في صورة في ختم مطران توركو بنديكتوس في 1299.

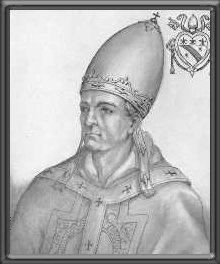
نيكولا الرابع

وبالتالي، يبدو أن تبجيل الأسقف هنري باعتباره قديسًا، وعلاقته بالملك إريك ظهر في السجل التاريخي في نفس الوقت في منتصف التسعينيات من القرن الثالث عشر (1290s)، مع دعم قوي من الكنيسة. وترتبط تلك الأحداث بشكل وثيق مع بداية الحرب ضد نوفغورود. ولا تدعم المصادر مجرد الافتراض الشائع، بإن طائفة هنري تطورت في نورسنيان، واِنْتَشَرَت تدريجيًا بين عامة الشعب قبل الاعتماد الرسمي. وعلى الرغم من اعتبار النورسينيان نيافته شفيعها، إلا إن ذلك لم يحدث إلا في عام 1452. ولا يزال في عام 1232، تم تكريس الكنيسة في نورسينيان بشفاعة القديسة مريم العذراء فقط.
وتزُعم بعض المصادر ببدء تطويب (إعلان القداسة) نيافته في عام 1158، ولكن تم تتبع هذه المعلومات إلى الإِصْدار بواسطة يوهانس فاستوفياس (بالإنجليزية: Johannes Vastovius) في وقت لاحق، أي في عام 1623، ويتم النظر إليه عادة باعتباره تلفيق.

### التبجيل

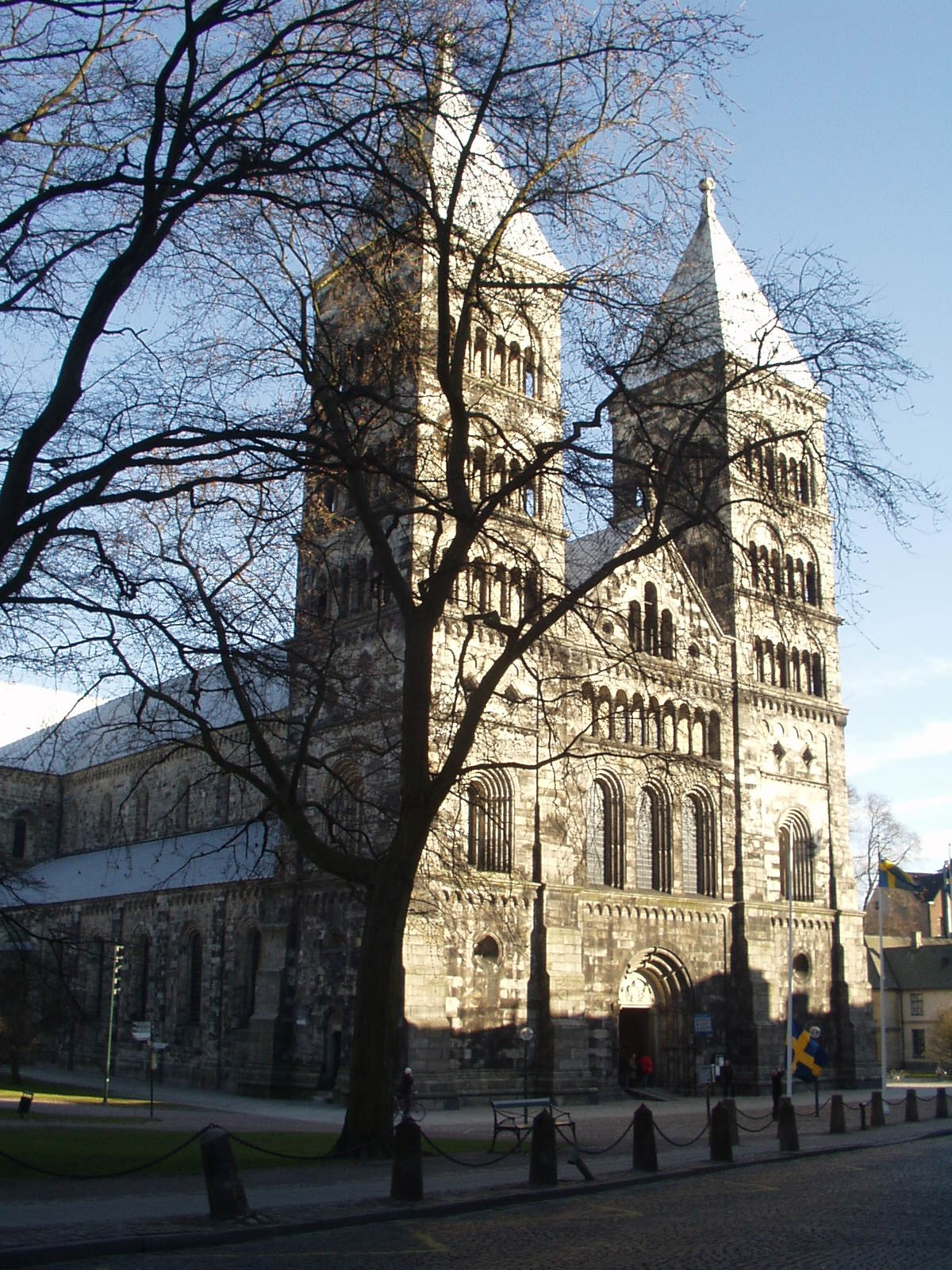
تم تبجيل هنري أيضًا في كاتدرائية لوندعل

ى الرغم من البداية المتميزة للجماعة الدينية التابعة من هنري، استغرق الأمر أكثر من مائة سنة؛ لكي يكتسب تبجيل القديس هنري قبولًا واسع النطاق في جميع أنحاء السويد. اعتبارا من عام 1344، لم يتبقٍ الكثير من رفات الأسقف في كاتدرائية أوبسالا. ووفقًا لأحد كُتاب السيرة، كان تبجيل هنري نادرًا خارج نطاق أبرشية توركو طوال القرن الرابع عشر. ويبدو أن دير فادستينا بالقرب من لينشوبينغ قد لعب دورًا رئيسيًا في تأسيس أسطورة هنري في أماكن أخرى في السويد في أوائل القرن الخامس عشر. ولم يحصل هنري أبدًا على أعلى مرتبة من التبجيل (totum) المزدوجة في أوبسالا، ولم يصبح راعيًا للكنيسة هناك، على غرار ما حدث في توركو، ونورسنيان. وفي نهاية العصر الروماني الكاثوليكي في السويد، ذاع صيت هنري باعتباره قديسًا محليًا. وتقوم الأبرشيات بتبجيل في السويد، وغيرها هنري على النحو التالي، مصنفة حسب ترتيبها المحلي:
1. Totum duplex: توركو، لينشوبينغ، سترانجناس(بالإنجليزية: Strängnäs)‏.
2. الازدواج Duplex: أوبسالا، لوند (الدنمارك)، فيستيروس، فاجنو(بالإنجليزية: Växjö)‏.
3. الازدواج النصفي Semiduplex: نيداروس (بالإنجليزية: Nidaros)‏، (النرويج
4. Simplex: سقارة(بالإنجليزية: Skara)‏[28]

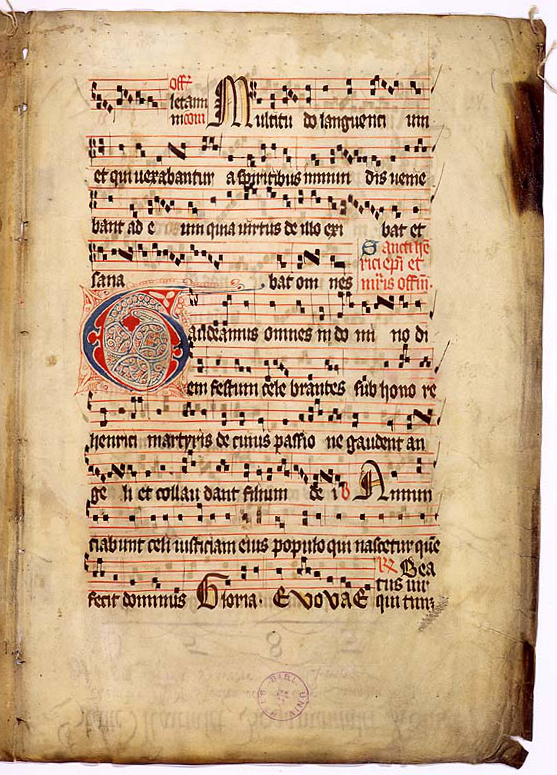
دعونا نفرح جميعًا ويبدو

 إنه ذاع صيت هنري في شمال ألمانيا، لكنه تم تجاهله إلى حد كبير في مناطق أخرى من العالم الكاثوليكي الروماني.
وفي أسقفية توركو، يحتفل الناس بعيده السنوي في 20 يناير (talviheikki، «هنري الشتوي»)، وفقًا لتقاليد، التي تحتفل بيوم رحيل أحد القديسين عن عالمنا. وفي مناطق أخرى، يحتفل الناس بتذكاره بالفعل في 19 يناير؛  حيث يحتفل الناس بالفعل بالقديسين الأكثر شهرة في 20 يناير. وبعد الإصلاح البروتستانتي، تم نقل تذكار هنري إلى 19 أيضًا في فنلندا. وتم الاحتفال- كالمَذكُور آنِفًا- بالعيد الأول لوفاته سنة 1335، وذاع صيت وسمه في التقويم الليتورجي من أوائل القرن 15، فَصاعِدًا. وينعقد احتفال آخر بتذكاره في 18 يونيو (kesäheikki، «هنري الصيفي»)، وهو اليوم، الذي تم فيه نقل رفاته لكاتدرائية توركو.
Gaudeamus omnes («دعونا نفرح جميعا»)، اللحن الافتتاحي الخاص بالغناء الجريجوري، أوالترتيل الجريجوري (بالإنجليزية: Gregorian_chant)‏ ل القداس الإلهي تكريمًا لهنري، يبقى حيًا بعد وفاة شخص، أو زوال شيء، أوإنقضاء حادثة، في أواخر القرن الرابع عشر، أوأوائل القرن 15، وفقًا لGraduale Aboense.

### الأبعاد السياسية
ووفقًا للأسطورة، يعزى تأسيس كنيسة فنلندا تمامًا لعمل القديس الملك إريك السويدي، ويعاونه في ذلك الأسقف من الأبرشية الأكثر أهمية في البلاد؛ بحيث يصف النصف الأول من أسطورة الطريقة، التي حَكم بها الملك، والأسقف السويدي مثل 'النورين المضيئين المجيدين' مع مشاعر "الحب الدفين" تجاه بعضهم البعض، والتأكيد على التعايش السلمي بين الحكم العلماني، والديني (الكنسي) خلال حقبة تمتليء بالسعادة، لا تستطيع خلالها 'الذئاب المفترسة أن تلتهم بأسنانها السامة الأبرياء". وكان الواقع مختلف تمامًا؛ فقد تم قتل سلف إريك، وإريك نفسه، واثنين من خلفائه تقريبًا خلال عشر سنوات، وكانت تلك المرحلة إحدى أعنف الأوقات، التي مرت على المَلكية السويدية. وفي الخمسينيات من القرن الثاني عشر، دخل أسقف أوبسالا أيضًا في معركة مريرة مع أسقف لينشوبينغ علي من منهم سيصبح أكثر ارتباطا بمنصب رئيس الأساقفة.
ويصف الناس جماعته الدينية الصليبية نفسها باعتبارها حدث موجز، وغير دموي، الذي تم تنفيذه فقط؛ لإخضاع «شعب فنلندا الوثني الأعمى، والشرير» بموجب أمر المسيحية.

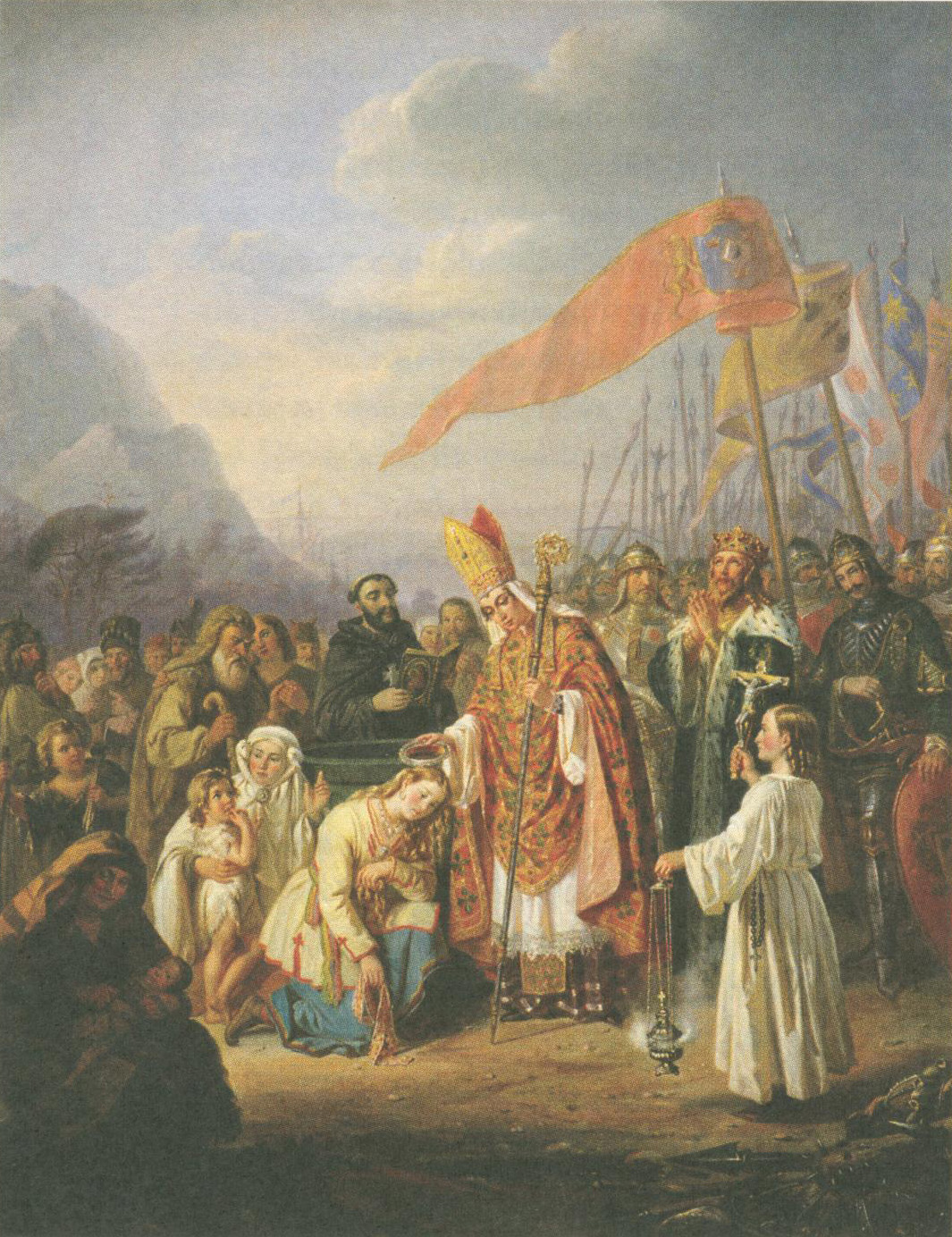
الأسقف هنري يقوم بتعميد الفنلنديين في فصل الربيع في كيوبيس Kuppis، لوحة مزورة تاريخيًا علي يد روبرت ويلهام أيكمنRobert_Wilhelm_Ekman من الخمسينيات من القرن التاسع عشر في كاتدرائية توركو.

ويبدو أن كاتب الأسطورة كان مهتمًا بصفة خاصة في تقديم الأسقف بكونه الشهيد المتواضع. فقد تجاهل تمامًا مكانه وفاته، ودفنه، والمصالح الفنلندية «المحلية» الأخرى، التي كانت واضحة وضوح الشمس في التقاليد الشعبية بالنسبة لما كتب في تلك الأسطورة. وأثر كل من الأسطورة الرسمية، والتقاليد الشعبية في نهاية المطاف في بعضها البعض، واِعْتَمَدَت الكنيسة تدريجيًا الكثير من التفاصيل الإضافية الخاصة بأسقفها القديس.

## التقاليد الشعبية
أحد التقاليد الشعبية، التي تدور حول الأسقف هنري، والأبرز هو القصيدة الشعبية «فراش موت الأسقف هنري» (بالإنجليزية: Piispa Henrikin surmavirsi). وتتجاهل القصيدة بشكل كامل تقريبًا حياة هنري، وكهنوته، وتركز على وفاته.

### أصول هنري

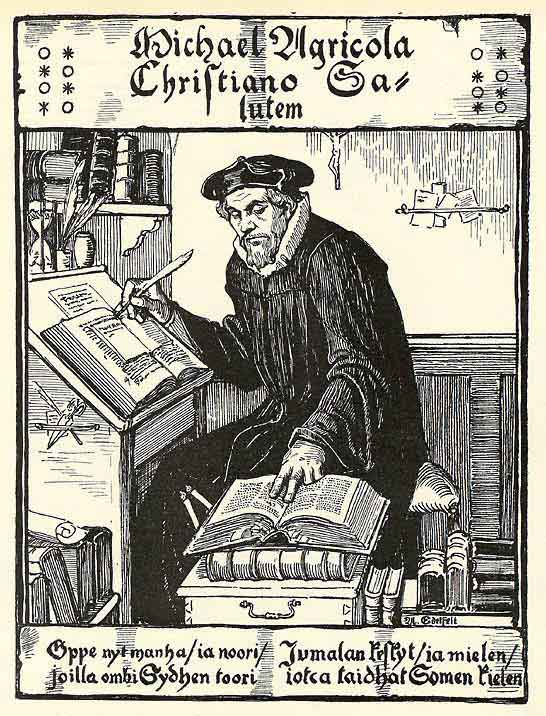
ميكايل أغريكولا

وفقًا للقصيدة، ترعرع هنري في "Cabbage Land"، ب" Kaalimaa"، تلك المعضلة، التي إسْتَعْصَت على المؤرخين الفنلنديين لعدة قرون. ومن المفترض أن يرتبط الاسم بمنطقة ساحلية في شمال فنلندا، وتدعى كالاند، Kaland،  كما وردت أيضًا بالتَزَامُن مع واعظ، لا يمت بصلة، ولكنه يسبقه من فيسيلاهتي (بالإنجليزية: Vesilahti)، صعيد ساتا كونتا (بالإنجليزية: Satakunta_historical_province)، الذي كان يسمى محليًا «سمكة كانلاند»(بالإنجليزية: "Fish of Kaland" (Kalannin kala, also known as Hunnun herra))، وكتب الأسقف ميكايل أغريكولا في كتابه أول نسخة مترجمة من العهد الجديد (بالإنجليزية: Se Wsi Testamenti) في عام 1548، أن أقدم المستوطنون السويديين في فنلندا جاءوا من جزيرة غوتلند إلى الجُزر على ساحل كالاند، يتعرضون لمضايقات من الفنلنديين، حتى لجئوا لطلب المساعدة من أقاربهم في السويد.

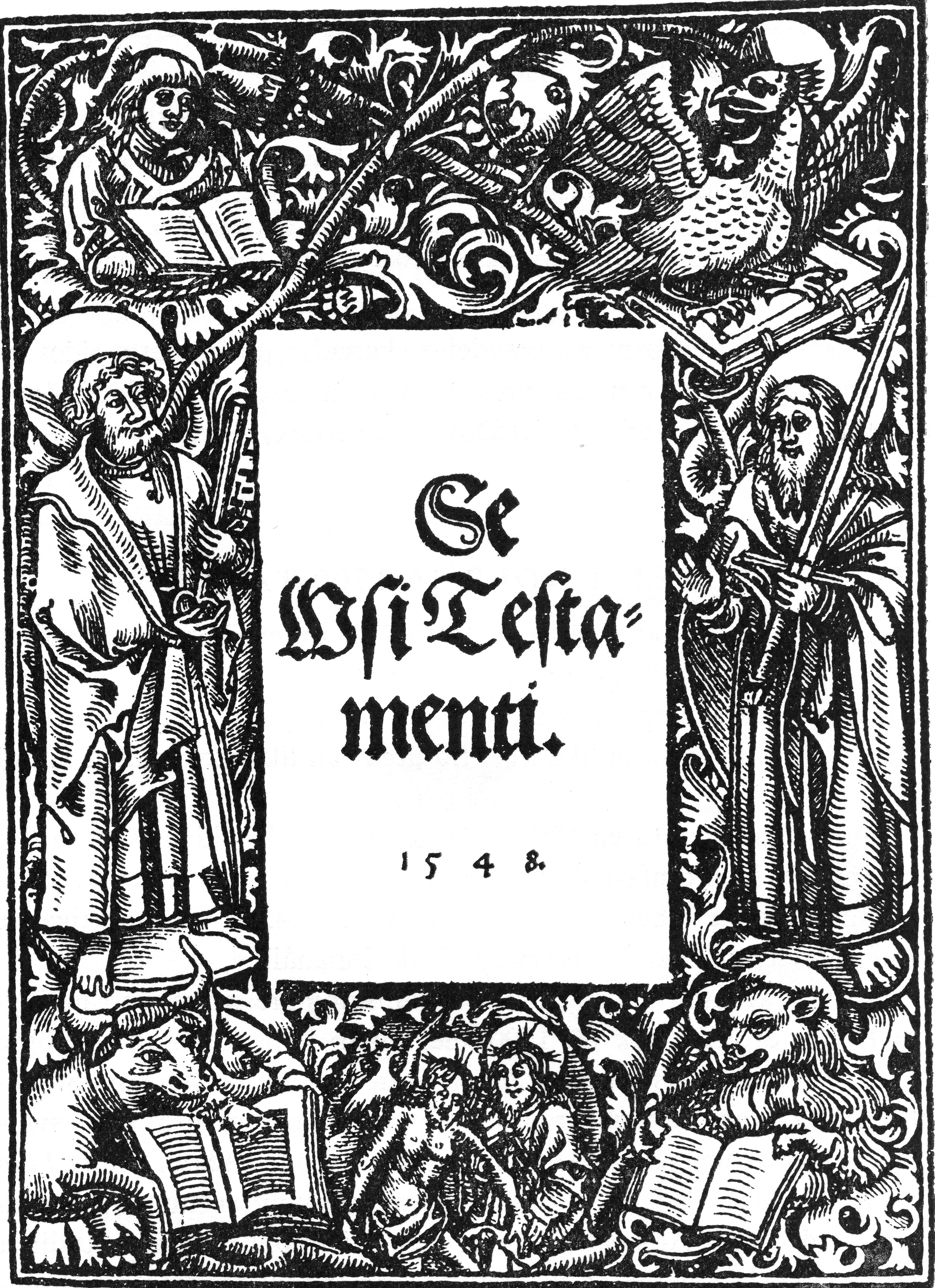
غلاف العهد الجديد لمترجمه ميكايل أغريكولا

وإقْتُرِحَ إن الاسم قد يكون ذات صلة بالغيليين (بالإنجليزية:Scottish_Gaelic)،  الذي يفترض أن الأسقف يرجع إلى أصول إسكتلندية، على الرغم من أن أسطورة تعطيه الجنسية الإنجليزية، والأصل الإنجليزي.
ولم تَملك التقاليد الشعبية أية معلومات عن حملته الصليبية (جماعته الدينية) على الإطلاق. وورد عن الملك إريك بإيجاز في مقدمة كتاب فراش موت هنري باعتباره «شقيق» هنري المعني به. ويبدو من خلالها إن هنري الواعظ الوحيد، الذي اِنْتَقَلَ في جميع أنحاء جنوب غرب فنلندا، بطريقة أوبأخرى من تلقاء نفسه، ومعتمدًا على نفسه. وبالإضافة إلى الاسم، لم يملك هنري إلا القليل فقط من القواسم المشتركة مع هنري الرسمي في السيرة التقديسية للكنيسة.
ويتم ذكر كومو (بالإنجليزية: Kokemäki)، غالبًا في التقاليد، باعتبارها المكان، الذي بَشر فيه هنري. وفي وقت لاحق، كانت كومو (بالإنجليزية: Kokemäki) إحدى الأبرشيات الرئيسية في ساتا كونتا (بالإنجليزية: Satakunta). ووردت هذه المحافظة لأول مرة في الوثائق التاريخية في عام 1331.

### المَصْرَع، وتَشيِيعُ الجَنازَةِ

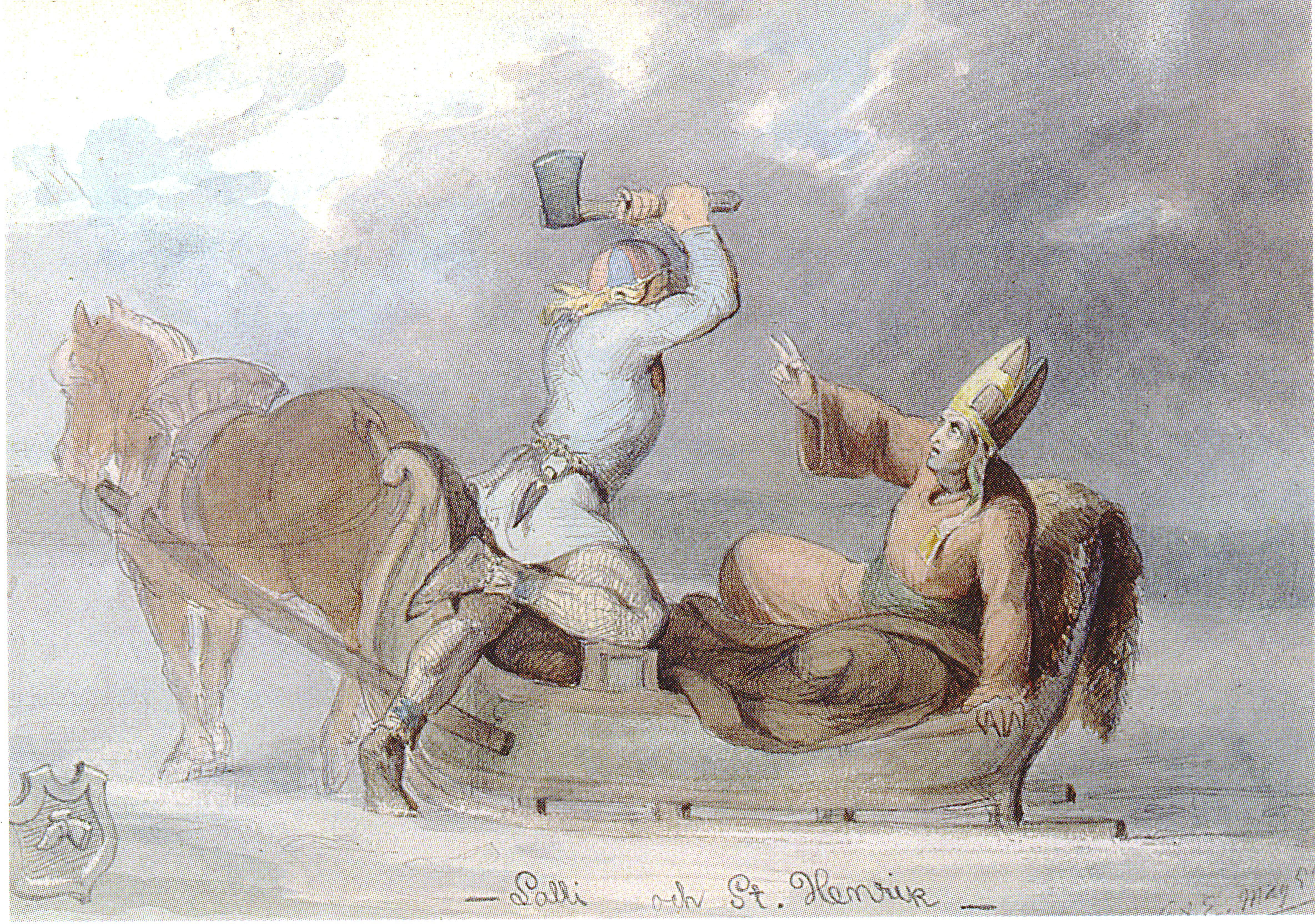
لالي يقتل هنري. لَوْحَة رومانسية من القرن التاسع عشر.

كان الإصدار «فراش الموت» متحدثًا عن وفاة الأسقف مختلفًا عن السيرة التقديسية الرسمية. ويَدعى قاتل الأسقف لالي (بالإنجليزية: Lalli). واِحْتَجّت زوجة لالي كيرتو (بالإنجليزية: Kerttu) زيفًا لزوجها بأن أثناء خروجه من القصر، ضيفهم الناكر للجميل هنري، المسافر في جميع أنحاء البلاد من تلقاء نفسه في منتصف فصل الشتاء، حصل بدون الحصول على إذن، أو مُقَابِل، عن طريق العنف، طعام، وكعكة من الفرن، والبيرة من القَبْو، لنفسه، وكذلك على التِبْن لحصانه، ولم يترك شيءًا خلفه سوى الرَمَاد. ومن المفترض أن ما سبق قد أدى إلى غضب لالي، حتى إنه أمسك فورًا بزحافاته، وذهب؛ سعيًا وراء اللص، وأخيرًا مطاردة هنري لأسفل حتى الجليد في بحيرة (بالإنجليزية: Köyliönjärvi). وهناك قتله على الفور بفأس،  ثم شرع لالي في سرقة قبعة الأخير المقدسة، ودعاها بالمخروط، ووضعها على رأسه. وعندما سألته والدته: من أين عثر على تلك القبعة، حاول لالي خلعها، ولكنه خسر أيضًا فروة رأسه. وتوفي لالي فيما بعد في أشنع ميتة مؤلمة. وعلقت النسخة من القرن السابع عشر، التي تتحدث عن وفاة هنري بتعليقات معتدة بنفسها بما يلي:
وتهدف حكاية إصدار تلك النسخة في القرن السابع عشر، التي يتعين القيام بها أثناء الحج السنوي على طول المسار النهائي لهنريك.
وفي بعض الإصدارات من القصيدة، في أوائل النسخ، تشير إلى أن سلاح لالي، الذي استخدمه للقتل، هو السيف. بيما يرجح القديس أولاف إن الفأس هو سلاح الجريمة، ذلك القديس، الذي يحظى بشعبية كبيرة في فنلندا، وربما أن روايته قد أثرت في أسطورة هنري. وعلى الرغم من ذلك، لم يُصور لالي بوصفه أحد أعضاء الطبقة العليا، فمن غير المحتمل أن يمتلك سلاحًا باهِظ الثمن مثل السيف، ومن المرجح أن يكون الفأس هو الخيار الأكثر واقعية خاصة تاريخيًا بالنسبة لتهمة قتل هنريك.
وقبل وفاته، أوعز هنريك للحُوذِيّ؛ لجمع ما تبقى من جسمه في قطعة قماش مربوطة بشريط أزرق، وضعه في عربة، يجرها الفحل (حصان غير مخصى (للاستيلاد)). وعندما يتعثر الفحل، لابد أن يحل محله الثور، وعندما يتوقف الثور، يجب عليه أن يشيد كنيسة. وهذا هو المكان، الذي ظلت فيه رفات الأسقف، حتى دفنه. وتحْصِيَ التقاليد الشعبية في القرون الوسطى تعداد الأوبئة، والمصائب، التي أصابت لالي عقب قتله للأسقف. ويقال أن الشعر، وفروة الرأس قد سقطوا، عندما نَزَعَ قُبَّعَةً الأسقف، التي تعتبر تذكارًا. ولم يخلف إزالة خاتم الأسقف من إصبعه سوى العظام. وفي نهاية المطاف، رَكْض مهرولًا نحو البحيرة، وغرق منتحرًا.

### تطوير التقاليد الشعبية
فراش الموت جوهريًا هي قصة مُبَسّطة عن رجل سريع الغضب، الذي يقع ضحية لسان «زوجته اللذع» السَلْط. ولم يرَقًًّ قَلبَ القصيدة بالشفقة للالي، ولا تصوره باعتباره بطلًا في القصة، التي تعد كيرتو الخصم الحقيقي. ويعتمد تصوير وفاة هنري على التقاليد المستقلة، التي كانت المنافس المباشر مع الصيغة «الرسمية»، التي طواها النسيان إلى حد لا يُستَهانُ بِه، في يومنا هذا. فإنه لا يزال مجهولًا، ما إذا كان سيعتمد التقليدين حول الشخص نفسه.
وقد نجت القصيدة، عقب تعداد كاليفالا التقليدي، مثل العديد من آداب القرنين السابع عشر، والثامن عشر من مختلف أنحاء فنلندا. وقد ظهرت بعض مَبَادِئها في أعمال مسبقة، ولكنه بالكاد تم تأريخها آنِفة من السيرة التقديسية الكاثوليكية الرسمية. وهناك جدل حول ما إذا قام بتأليف القصيدة الأصلية فرد واحد، أم أكثر. ويتميز الكاتب بإدراك محدود للأساطير الكنسية.
يورجع أسماء كل من لالي (بالإنجليزية: Laurentius(لورانتس))، وكيرتو (بالإنجليزية: Gertrud(جيرترود)) في الأصل لأسماء ألمانية، التي قد تشير إلى أن قصيدة قد تم تأيفها جزئيًا على النماذج الأجنبية، التي تأثيرها واضح في جوانب أخرى أيضًا. وقد تبدو الطريقة، التي يتم التلاعب من خلالها بلالي؛ لارتكاب الجريمة، وما يحدث له لاحقًا أنها مَأخُوذة من أسطورة القرون الوسطى المتعلقة بيهوذا الإسخريوطي. وبالإضافة إلى ذلك، قد حدث اقتراض واسع النطاق، الذي لا يمت بصلة بالأساطير الفنلندية المأخوذة من عصر ما قبل المسيحية، تاركًا القليل جدًا من المواد الأصلية على الإطلاق.

(بالإنجليزية: Köyliönjärvi) هي بحيرة في بلدية كوليو(بالإنجليزية: Köyliö)، فنلندا.

وبناءً على الاكتشافات، التي تم العثور عليها تحت أنقاض الكنيسة في القرون الوسطى في جزيرة صغيرة تدعى (بالإنجليزية: Kirkkokari)، («صخرة الكنيسة»، التي كانت معروفة سابقًا باسم «جزيرة سانت هنري») في بحيرة (بالإنجليزية: Köyliönjärvi)، وقد بدأ تبجيل الأسقف في النصف الثاني من القرن الرابع عشر، وأيضًا عقب وَسم هنري بصفته الرسمية باعتباره قديس محلي، وعقب مئتين عام على وفاته المزعومة. ويزعم البعض بإن مخزن حبوب صغير في بلدة كومو (بالإنجليزية: Kokemäki) المجاورة، مكان راحة الأسقف في الليلة، التي سبقت وفاته، لا يمكن أن تكون مؤرخة في وقت يسبق أواخر القرن الخامس عشر، فيما يتعلق بامتحانات علم الشجر.
وعلى الرغم من ذلك، تَدعي القصيدة بإنه تم دفن هنري في نورسنيان، ومن وجهة نظرها تكمن تلك الحقيقة باعتبارها حقيقة رسمية نحو عام 1300، عندما تم نقل رفاته المزعومة من نورسنيان إلى كاتدرائية توركو. وبالإضافة إلى ذلك، أُيّدَ عرض الأحداث، وفقًا لتسلسلها الزمنى للقصور الأسقفية (بالإنجليزية: Chronicon episcoporum Finlandensium) من منتصف القرن الخامس عشر إن كوليو بوصفها مكان وفاته. ولم يرد ذكر أي مكان في السيرة التقديسية الرسمية بأي شكل من الأشكال. ويبدو أن الكنيسة قد استكملت رُوَيدًا رُوَيدًا الأساطير المتعلقة به من خلال إتّبَاع مُقَوّمات التقاليد الشعبية، وخاصة خلال القرن الخامس عشر.

### أسقف أوبسالا

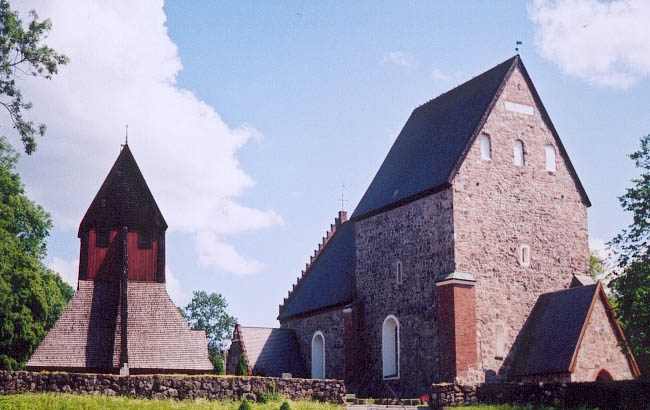
كنيسة جملا أوبسالا موقع الأساقفة، ورؤساء أساقفة أوبسالا، حتى عام 1273.

### أسقف فنلندا

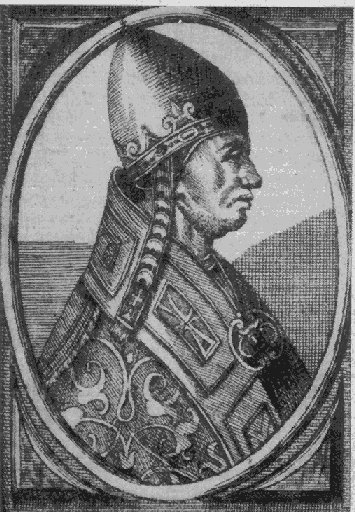
كان قداسة البابا ألكسندر الثالث أول بابا يلقَى خِطابًاعن وضع البعثة الكاثوليكية في استونيا، وفنلندا.

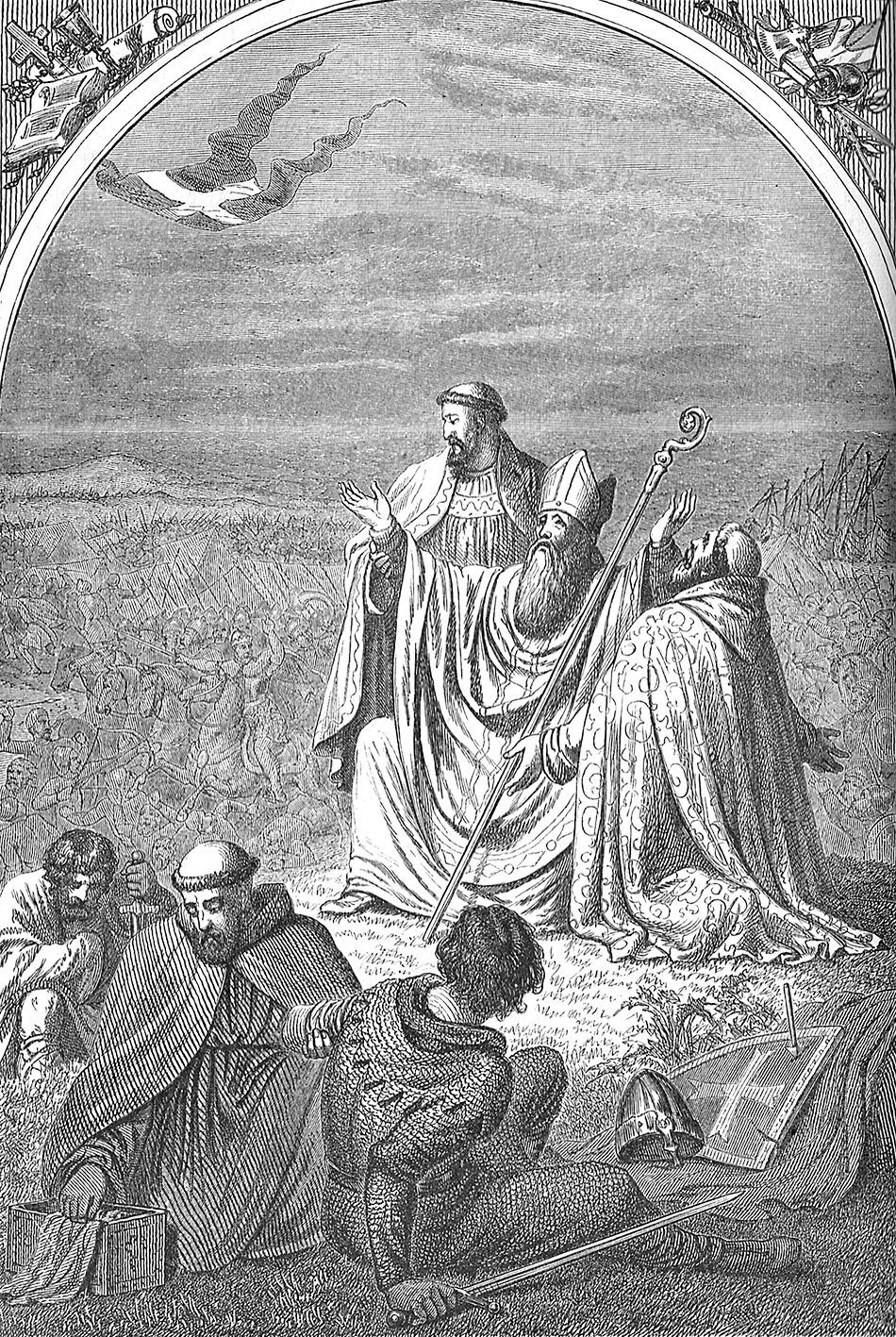
كان الأسقف أندروس سانسين (جالسًا) أول من أبلغ البابا عن أسقف في فنلندا.

### الرفات

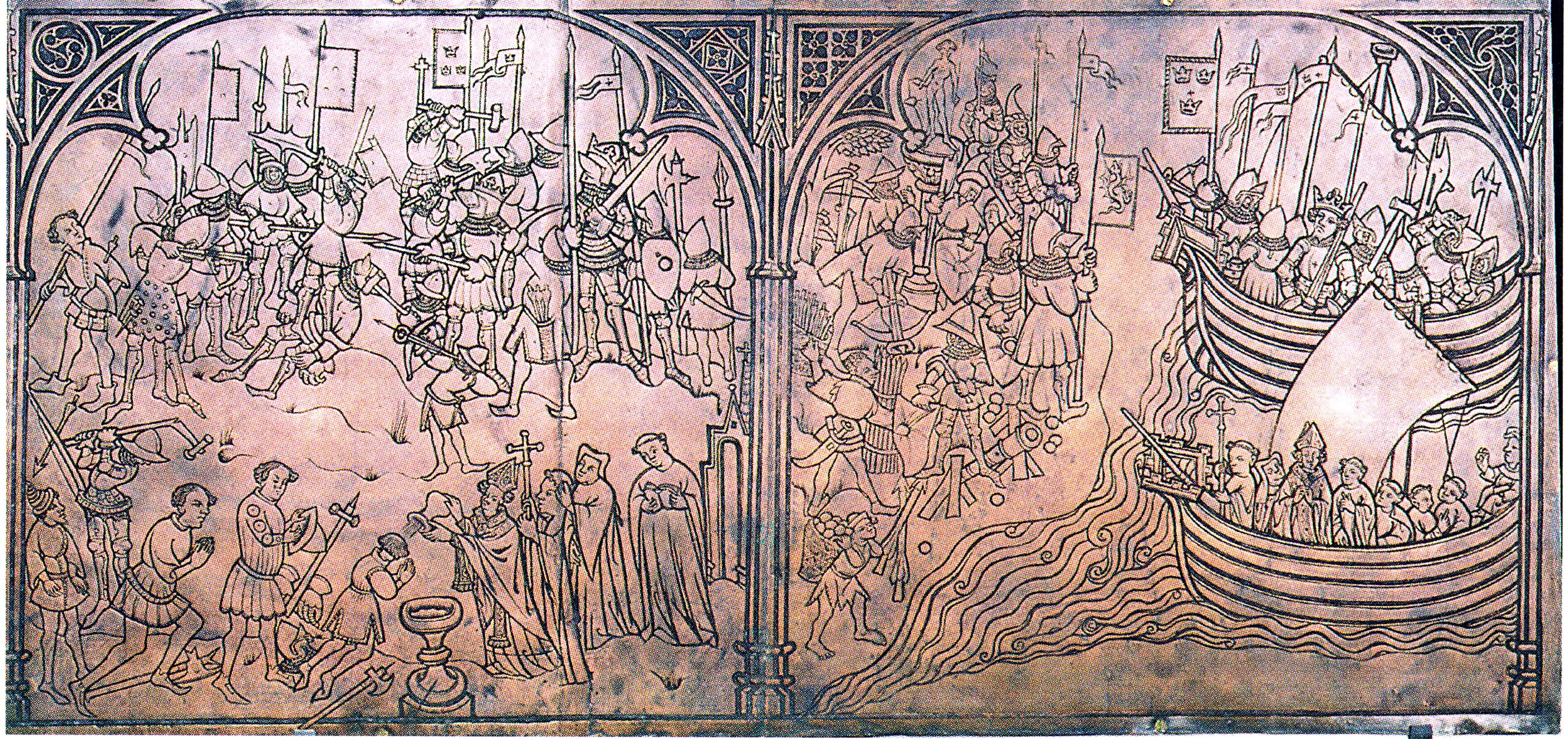
تابوت هنري(فارغ) في كنيسة نورسنيان Nousiainen مع رسوم توضح حملته الصليبية.

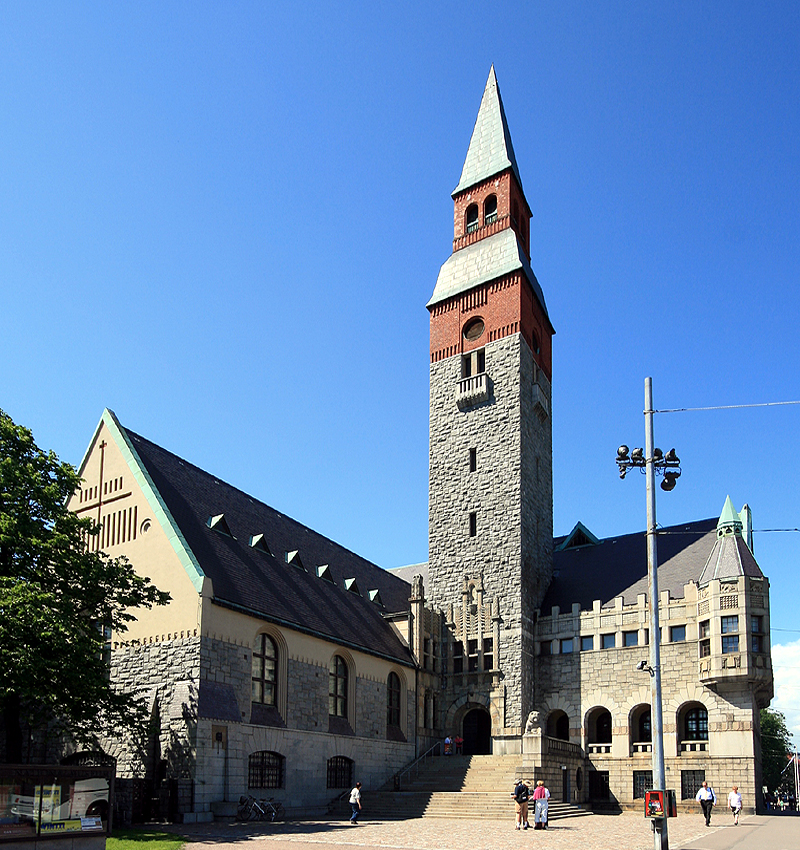
متحف فنلندا الوطني في هلنسكيعل

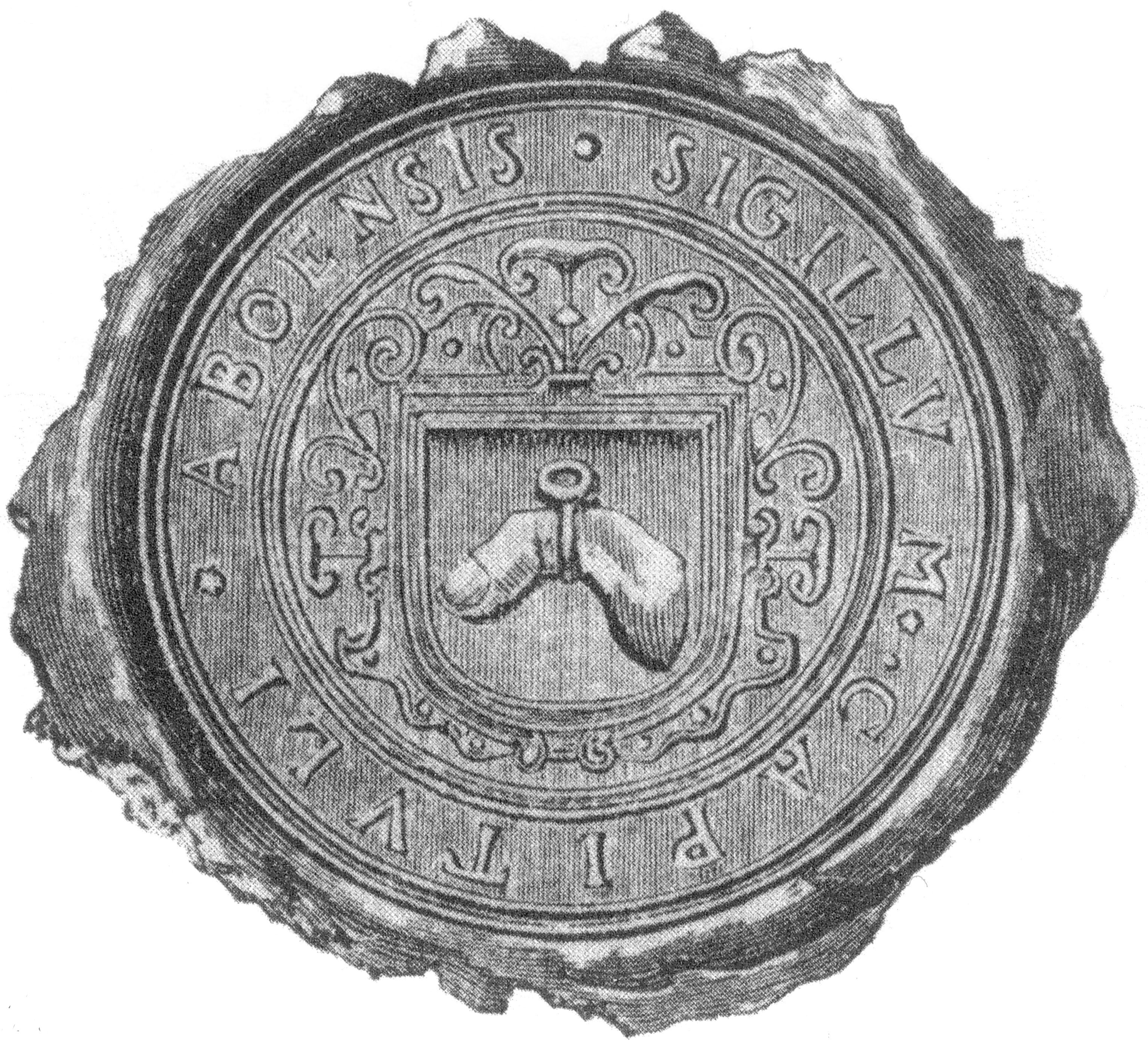
تصوير لإِصْبَع هنري في ختم أسقفية توركو منذ عام 1618.

### منزلة هنري اليوم

السترة الدرعية(سترة مطرزة تُلبس فوق الدرع) أو الرنَك (شعار النبالة أو النسب) الحديث الخاص بهنري من نورسنيان.

## للمزيد من الصور

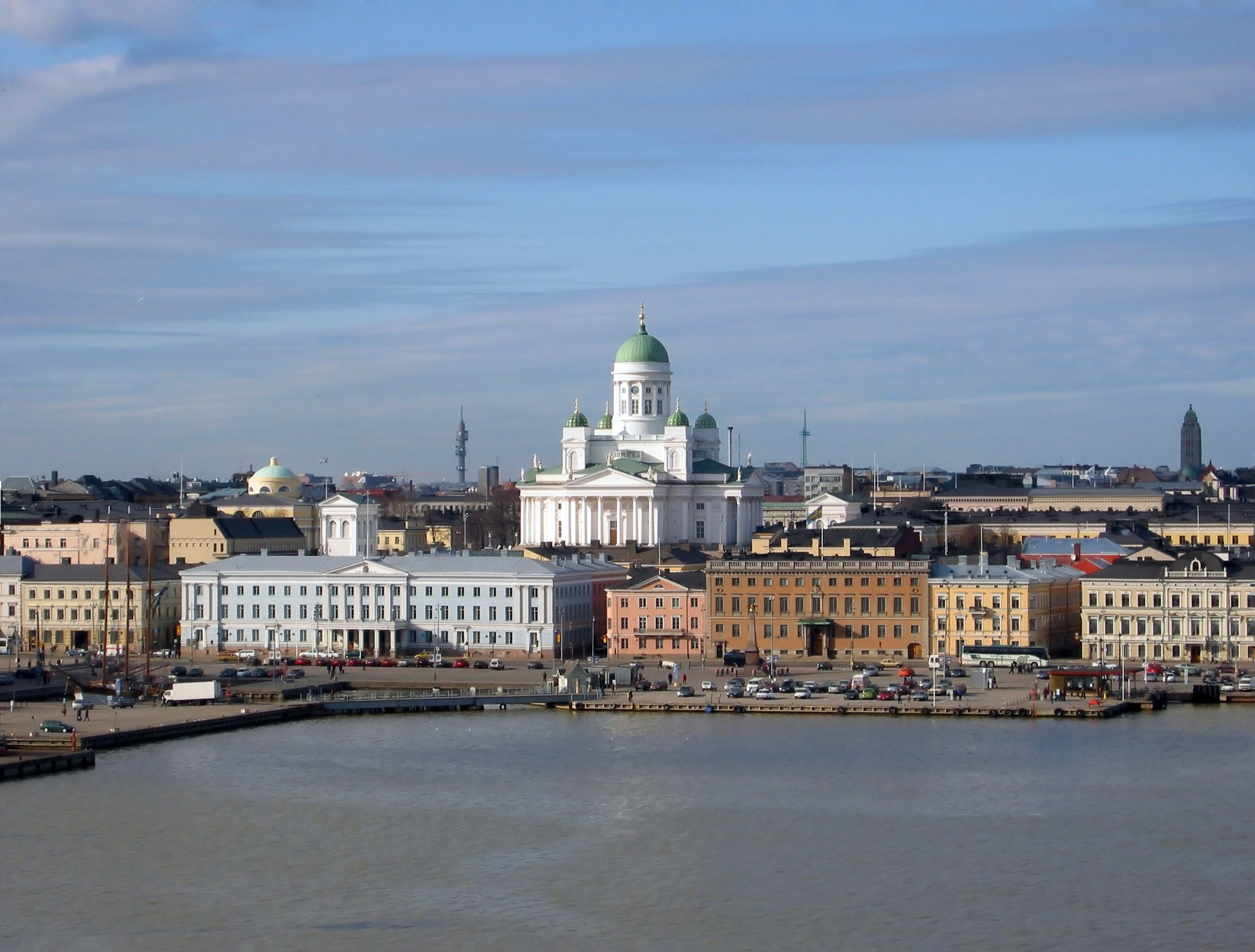
هلسنكي

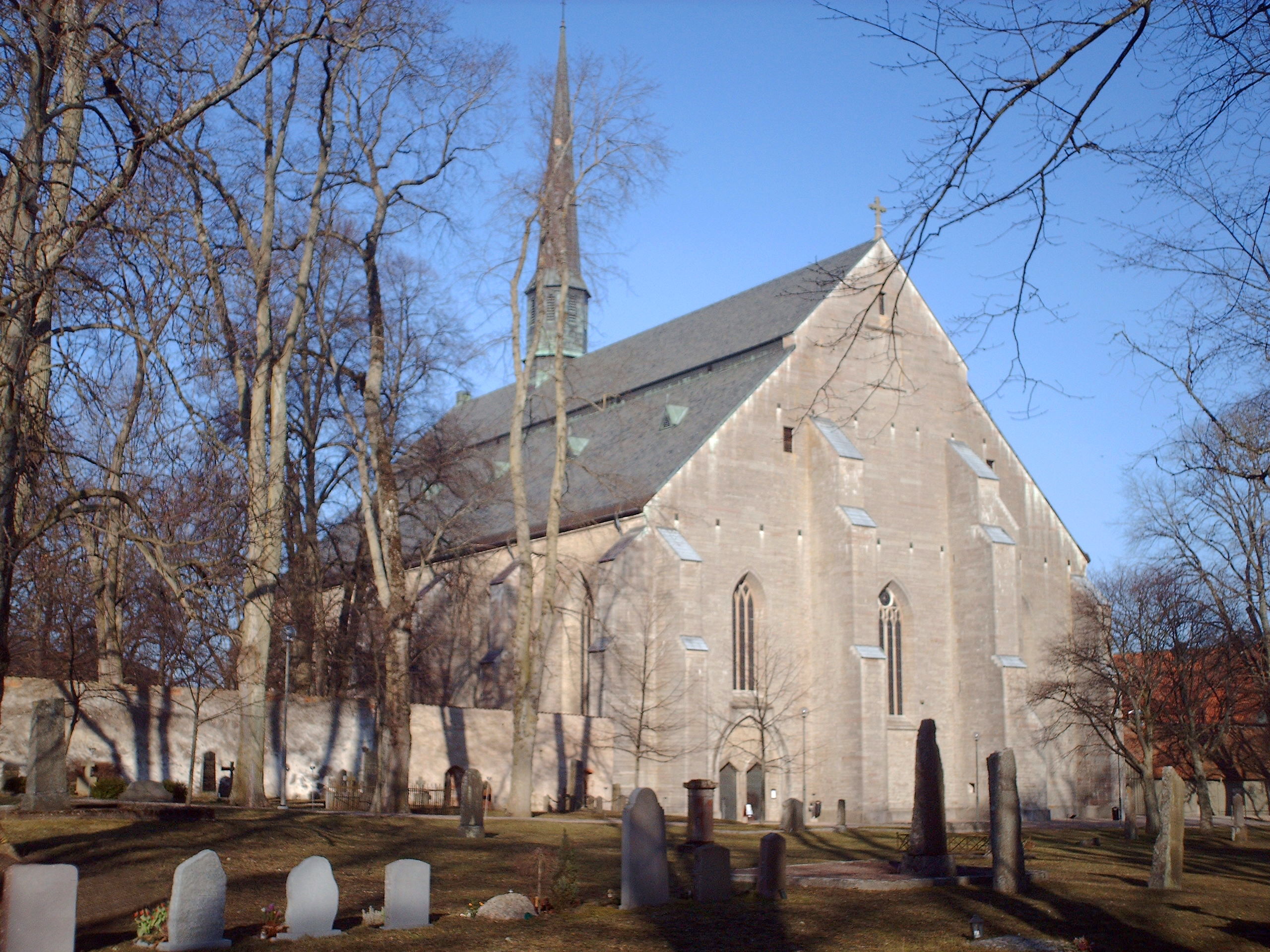
دير فادستينا